# Brian Levy
Brian Levy (* 1977 in San Diego) ist ein amerikanischer Musikwissenschaftler und Jazzmusiker (Tenorsaxophon, Flöte).

## Wirken
Levy, der aus San Diego stammt, absolvierte zunächst ein Jazzstudium an der William Paterson University, das er im Masterstudiengang an der Manhattan School of Music vertiefte. Nach einem Studium am New England Conservatory of Music promovierte er 2012 über die musikalischen Interaktionen im John Coltrane Quartet in Musikwissenschaften an der Brandeis University.
Levy leitete ein eigenes Quartett, mit dem er die Musik von John Coltrane interpretierte. Als Mitglied des Quartetts von Rick Hollander tourte er mehrfach in Europa und Japan; in dieser Konstellation hat er seit 2016 drei Alben bei Laika Records veröffentlicht.
2013 wurde Levy als Professor an die Fakultät des New England Conservatory of Music berufen. Dort ist er als stellvertretender Vorsitzender der Abteilung für Jazzstudien und der Abteilung für Musikgeschichte und Musikwissenschaft tätig. In seiner Forschung konzentriert er sich auf die Analyse exemplarischer Soli, ihren Begleitungen durch Rhythmusgruppen und die Interaktion zwischen ihnen und den zugrunde liegenden harmonischen und rhythmischen Strukturen. 2021 wurde er mit dem Louis and Adrienne Krasner Teaching Excellence Award ausgezeichnet.

## Publikationen
- Harmonic and Rhythmic Oppositions in Jazz: The Special Case of John Coltrane and His Classic Quartet. Jazz Perspectives 12 (2020): 51-91.
- Harmonic and Rhythmic Interaction in the Music of John Coltrane. Dissertation, Brandeis University, 2012.
- Polyrhythmic Superimposition in Jazz: An Overview of Elvin Jones' and Jazz Artists' Use of Hemiola and Implied Meters Before 1965. Sonus (2006)